# Aphyosemion elberti
Aphyosemion elberti е вид лъчеперка от семейство Nothobranchiidae. Видът не е застрашен от изчезване.

## Разпространение и местообитание
Разпространен е в Камерун.
Обитава сладководни басейни, реки и потоци.

## Описание
На дължина достигат до 4 cm.